# Capi di Stato del Sudan
I capi di Stato del Sudan dal 1956 (data di indipendenza del Sudan Anglo-Egiziano dal Regno Unito e dal Regno d'Egitto) ad oggi sono i seguenti.
Il corsivo indica una continuazione de facto della carica.

Stendardo presidenziale

## Repubblica del Sudan (1956-1969)
| Presidente                       | Presidente | Presidente | Partito                       | Elezione | Mandato          | Mandato          |
| Presidente                       | Presidente | Presidente | Partito                       | Elezione | Inizio           | Fine             |
| -------------------------------- | ---------- | --- | ----------------------------- | -------- | ---------------- | ---------------- |
| Consiglio Sovrano                |            | |                               |          |                  |                  |
|                                  |            | Consiglio Sovrano Membri: Abdel Fattah Muhammad al-Maghrabi Muhammad Ahmad Yasin Ahmad Muhammad Salih Muhammad Othman al-Dardiri Siricio Iro Wani       | –                             | –        | 1º gennaio 1956  | 17 novembre 1958 |
| Presidente del Consiglio Supremo |            | |                               |          |                  |                  |
|                                  |            | Ibrahim Abboud إبراهيم عبود (1900-1983) | Militare                      | –        | 18 novembre 1958 | 31 ottobre 1964  |
| Presidenti della Repubblica      |            | |                               |          |                  |                  |
|                                  |            | Ibrahim Abboud إبراهيم عبود (1900-1983) | Militare                      | –        | 31 ottobre 1964  | 16 novembre 1964 |
|                                  |            | Sirr Al-Khatim Al-Khalifa سرالختم الخليفة الحسن Ad interim (in qualità di Primo ministro) (1919-2006)                                                   | Partito della Nazione         | –        | 16 novembre 1964 | 3 dicembre 1964  |
| Commissioni Sovrane              |            | |                               |          |                  |                  |
|                                  |            | Prima Commissione Sovrana Membri: Abdel Halim Muhammad (presidente) Tijani al-Mahi Mubarak Shaddad Ibrahim Yusuf Sulayman Luigi Adwok Bong Gicomeho     | –                             | –        | 3 dicembre 1964  | 10 giugno 1965   |
|                                  |            | Seconda Commissione Sovrana Membri: Ismail al-Azhari (presidente) Abdullah al-Fadil al-Mahdi Luigi Adwok Bong Gicomeho Abdel Halim Muhammad Khidr Hamad | –                             | –        | 10 giugno 1965   | 8 luglio 1965    |
| Presidente del Consiglio Sovrano |            | |                               |          |                  |                  |
|                                  |            | Isma'il al-Azhari إسماعيل الأزهري (1901-1969) | Partito Unionista Democratico | –        | 8 luglio 1965    | 25 maggio 1969   |

## Repubblica Democratica del Sudan (1969-1985)
| Presidente                                             | Presidente | Presidente                                                        | Partito                              | Elezione                    | Mandato         | Mandato          |
| Presidente                                             | Presidente | Presidente                                                        | Partito                              | Elezione                    | Inizio          | Fine             |
| ------------------------------------------------------ | ---------- | ----------------------------------------------------------------- | ------------------------------------ | --------------------------- | --------------- | ---------------- |
| Presidente del Consiglio del Comando della Rivoluzione |            |                                                                   |                                      |                             |                 |                  |
|                                                        |            | Ja'far al-Nimeyri جعفر محمد النميري (1930-2009)                   | Militare/ Unione Socialista Sudanese | A seguito di colpo di Stato | 25 maggio 1969  | 12 ottobre 1971  |
| Presidente della Repubblica                            |            |                                                                   |                                      |                             |                 |                  |
|                                                        |            | Ja'far al-Nimeyri جعفر محمد النميري (1930-2009)                   | Militare/ Unione Socialista Sudanese | 1971, 1976, 1983            | 12 ottobre 1971 | 6 aprile 1985    |
| Comandante in capo                                     |            |                                                                   |                                      |                             |                 |                  |
|                                                        |            | 'Abd al-Rahman Suwwar al-Dhahab عبد الرحمن سوار الذهب (1934-2018) | Militare                             | A seguito di colpo di Stato | 6 aprile 1985   | 9 aprile 1985    |
| Presidente del Consiglio militare di transizione       |            |                                                                   |                                      |                             |                 |                  |
|                                                        |            | 'Abd al-Rahman Suwwar al-Dhahab عبد الرحمن سوار الذهب (1934-2018) | Militare                             | –                           | 9 aprile 1985   | 15 dicembre 1985 |

## Repubblica del Sudan (1985-oggi)
| Presidente                                                                    | Presidente | Presidente                                                           | Partito                                   | Elezione                                | Mandato         | Mandato         |
| Presidente                                                                    | Presidente | Presidente                                                           | Partito                                   | Elezione                                | Inizio          | Fine            |
| ----------------------------------------------------------------------------- | ---------- | -------------------------------------------------------------------- | ----------------------------------------- | --------------------------------------- | --------------- | --------------- |
| Presidente del Consiglio militare di transizione                              |            |                                                                      |                                           |                                         |                 |                 |
|                                                                               |            | 'Abd al-Rahman Suwwar al-Dhahab عبد الرحمن سوار الذهب (1934-2018)    | Militare                                  | A seguito di colpo di Stato             | 6 aprile 1985   | 6 maggio 1986   |
| Presidente del Consiglio Supremo                                              |            |                                                                      |                                           |                                         |                 |                 |
|                                                                               |            | Ahmed al-Mirghani أحمد الميرغني (1941-2008)                          | Partito Unionista Democratico             | –                                       | 6 maggio 1986   | 30 giugno 1989  |
| Presidente del Consiglio del Comando Rivoluzionario per la Salvezza Nazionale |            |                                                                      |                                           |                                         |                 |                 |
|                                                                               |            | Omar al-Bashir عمر حسن احمد البشير (1944)                            | Militare/ Partito del Congresso Nazionale | A seguito di colpo di Stato             | 30 giugno 1989  | 16 ottobre 1993 |
| Presidente della Repubblica                                                   |            |                                                                      |                                           |                                         |                 |                 |
|                                                                               |            | Omar al-Bashir عمر حسن احمد البشير (1944)                            | Militare/ Partito del Congresso Nazionale | 1996, 2000, 2010, 2015                  | 16 ottobre 1993 | 11 aprile 2019  |
| Presidenti del Consiglio militare di transizione                              |            |                                                                      |                                           |                                         |                 |                 |
|                                                                               |            | Ahmed Awad Ibn Auf أحمد عوض بن عوف (1957)                            | Militare                                  | A seguito di colpo di Stato             | 11 aprile 2019  | 12 aprile 2019  |
|                                                                               |            | Abdel Fattah Abdelrahman Burhan عبد الفتاح عبد الرحمن البرهان (1960) | Militare                                  | A seguito di nomina dopo colpo di Stato | 12 aprile 2019  | 20 agosto 2019  |
| Consiglio Sovrano                                                             |            |                                                                      |                                           |                                         |                 |                 |
|                                                                               |            | Consiglio Sovrano                                                    | FFC/TMC                                   | -                                       | 20 agosto 2020  | 25 ottobre 2021 |
| Presidente del Consiglio sovrano di transizione                               |            |                                                                      |                                           |                                         |                 |                 |
|                                                                               |            | Abdel Fattah Abdelrahman Burhan عبد الفتاح عبد الرحمن البرهان (1960) | Militare                                  | A seguito di nomina dopo auto-golpe     | 25 ottobre 2021 | in carica       |